# Nicolás Richotti
Nicolás Richotti (Bahía Blanca, 17 ottobre 1986) è un cestista argentino con cittadinanza italiana.
È il figlio di Marcelo Richotti.

## Carriera
Con l'Argentina ha disputato i Campionati americani del 2015.

## Palmarès
- Coppa Intercontinentale: 1

Canarias: 2017
- Basketball Champions League: 1

Canarias: 2016-17
- Liga LEB Oro: 1

Canarias: 2011-12
- Copa Princesa de Asturias: 1

Canarias: 2012